# Morris Strode
Morris Strode, detto Skip (El Cajon, 5 giugno 1960 – 17 aprile 2021), è stato un tennista statunitense.
Anche suo fratello Charles è stato un tennista.

## Carriera
In carriera ha vinto un titolo di doppio, l'Hong Kong Open nel 1982, in coppia con suo fratello Charles. Nei tornei del Grande Slam ha ottenuto il suo miglior risultato raggiungendo i quarti di finale di doppio agli Australian Open nel 1982 e agli US Open sempre nello stesso anno, entrambi in coppia con suo fratello.

## Statistiche

### Singolare

#### Finali perse (2)
| Numero | Anno            | Torneo                    | Superficie | Avversario in finale | Punteggio |
| 1.     | 7 novembre 1982 | Hong Kong Open, Hong Kong | Cemento    | Pat Du Pré           | 3-6, 3-6  |
| 2.     | 6 febbraio 1983 | Caracas Open, Caracas     | Cemento    | Raúl Ramírez         | 4-6, 2-6  |

### Doppio

#### Vittorie (1)
| Numero | Anno            | Torneo                    | Superficie | Compagno       | Avversari in finale      | Punteggio     |
| 1.     | 7 novembre 1982 | Hong Kong Open, Hong Kong | Cemento    | Charles Strode | Kim Warwick Van Winitsky | 6-4, 3-6, 6-2 |

### Doppio

#### Finali perse (1)
| Numero | Anno             | Torneo                          | Superficie | Compagno       | Avversari in finale    | Punteggio     |
| 1.     | 21 novembre 1982 | Bangkok Tennis Classic, Bangkok | Sintetico  | Charles Strode | Mike Bauer John Benson | 5-7, 6-3, 3-6 |